# Едді Маккріді
Едді Маккріді (англ. Eddie McCreadie, нар. 15 квітня 1940, Глазго) — шотландський футболіст, що грав на позиції захисника. По завершенні ігрової кар'єри — тренер.
Виступав, зокрема, за клуб «Челсі», з яким став володарем Кубка англійської ліги, Кубка Англії та Кубка Кубків УЄФА, а також національну збірну Шотландії.

## Клубна кар'єра
Маккріді розпочав свою футбольну кар'єру в клубах «Драмчепел» та «Клайдбанк Джуніорс», а у дорослому футболі дебютував 1959 року виступами за команду другого шотландського дивізіону «Іст Стірлінгшир», в якій провів три сезони, взявши участь у 29 матчах чемпіонату.
Своєю грою за цю команду привернув увагу представників тренерського штабу клубу «Челсі», до складу якого приєднався 1962 року за 5 тисяч фунтів. Тренер Томмі Дохерті збирав нову команду для виходу до Першого дивізіону і в першому ж сезоні «Челсі» повернувся в еліту, а Маккріді став невід'ємною частиною оборони команди на майбутні десять років, ставши уособленням «Челсі» 1960-х і 1970-х років. Хоча Едді і забив за всю кар'єру п'ять м'ячів, але один його гол став дуже важливим. У фіналі Кубка Футбольної ліги 1965 року він провів м'яч у ворота «Лестер Сіті», які захищав Гордон Бенкс. Перший матч завершився перемогою 3:2, а матч у відповідь був зіграний внічию 0:0, тому гол Маккріді став переможний і приніс лондонцям трофей. За два роки він зіграв з командою у фіналі Кубка Англії 1967 року, але його команда програла «Тоттенгем Готспур». Тим не менш за три роки Маккріді таки виграв з «Челсі» Кубок Англії в 1970 році. У фіналі проти «Лідс Юнайтед» Маккріді взяв безпосередню участь у гольовій атаці. Його гольова передача на Девіда Вебба у переграванні фіналу дозволила перемогти з рахунком 2:1. У наступному сезоні «Челсі» виграв Кубок володарів кубків УЄФА, але Маккріді був змушений через травму пропустити фінал в Афінах. Завершив ігрову кар'єру у команді в 1973 році, провівши заголом за команду 410 матчів в усіх турнірах.

## Виступи за збірну
10 квітня 1965 року дебютував в офіційних матчах у складі національної збірної Шотландії проти збірної Англії на Домашньому чемпіонаті Великобританії. 15 квітня 1967 року він зіграв у знаменитому матчі проти збірної Англії, в якому шотландці обіграли чинного чемпіона світу з рахунком 3:2 на Уемблі і оголосили себе новими неофіційними чемпіонами світу. Він також зіграв, серед іншого, у матчі з Кіпром (8:0) у травні 1969 року. Загалом протягом кар'єри в національній команді, яка тривала 5 років, провів у її формі 23 матчі.

## Кар'єра тренера
Після завершення кар'єри в 1973 році Маккріді увійшов до тренерського штабу «Челсі». У квітні 1975 року він був призначений головним тренером лондонців, коли команда була в занепаді, а клуб мав величезний борг, і він не міг запобігти вильоту до Другого дивізіону. Тим не менш, Маккріді зміг побудувати нову команду. Насамперед він забрав капітанську пов'язку у Рона Гарріса і віддав 18-річному Рею Вілкінсу. У ситуації відсутності грошей і неможливості купувати нових футболістів, він зібрав команду з молодих гравців і ветеранів клубу періоду його розквіту, що залишилися. Під його керівництвом «Челсі» знову повернувся до Першого дивізіону 1977 року, після чого попросив президента клубу Браяна Мірса про отримання автомобіля як призові, але отримав відмову і подав у відставку. Потім Мірс таки запропонував йому автомобіль, але тренер вирішив не повертатись. З 16 квітня 1975 року по 1 липня 1977 року він керував командою «Челсі» в 90 матчах.
Незабаром Маккріді поїхав до Північноамериканської футбольної ліги, де тренував «Мемфіс Рогс», а в 1979 році зіграв одну гру як польовий гравець. Пізніше він тренував «Клівленд Форс» у Major Indoor Soccer League. У 1985 році він остаточно пішов з футболу і залишився жити в США.

## Титули і досягнення
- Володар Кубка англійської ліги (1):

«Челсі»: 1964—65
- Володар Кубка Англії (1):

«Челсі»: 1969—70
- Володар Кубка Кубків УЄФА (1):

«Челсі»: 1970—71